# Laura Müller
Laura Marie Müller (Dudweiler, 11 de diciembre de 1995) es una deportista de Alemania que compite en atletismo. Participó en dos Juegos Olímpicos, Río de Janeiro 2016 y Tokio 2020, en el relevo 4 × 400 m.